# Oligosarcus jenynsii
Oligosarcus jenynsii és una espècie de peix de la família dels caràcids i de l'ordre dels caraciformes.

## Morfologia
- Els mascles poden assolir 31 cm de llargària total i 330 g de pes.[5]

## Alimentació
Menja peixos.

## Hàbitat
Viu en zones de clima subtropical.

## Distribució geogràfica
Es troba a Sud-amèrica: Uruguai, Argentina i Brasil (Rio Grande do Sul).